# باشگاه فوتبال شفای باکو
باشگاه فوتبال شفای باکو (ترکی آذربایجانی: Şəfa Bakı Futbol Klubu) یک باشگاه فوتبال پیشین در جمهوری آذربایجان است که در شهر باکو فعالیت داشت.